# Standardkurve
Eine Standardkurve, auch ROT für englisch rate one turn, ist im Luftverkehr eine Kurve, bei der die Richtungsänderung mit 3° pro Sekunde erfolgt. Das heißt, das Flugzeug benötigt zwei Minuten für einen Vollkreis.
Die von der Flugverkehrskontrolle eines Flughafens festgelegten Routen für den Anflug zur Landung sind üblicherweise aus geraden Strecken und Standardkurven zusammengesetzt. Gleiches gilt für den Übergang vom Start in den Steigflug. Die ICAO schreibt vor, dass Kurven in Warteschleifen als Standardkurve, oder mit einem Rollwinkel von 25° auszuführen sind. Dabei ist diejenige Anforderung zu wählen, die zu einer geringeren Schräglage um die Längsachse führt.

## Rollwinkel

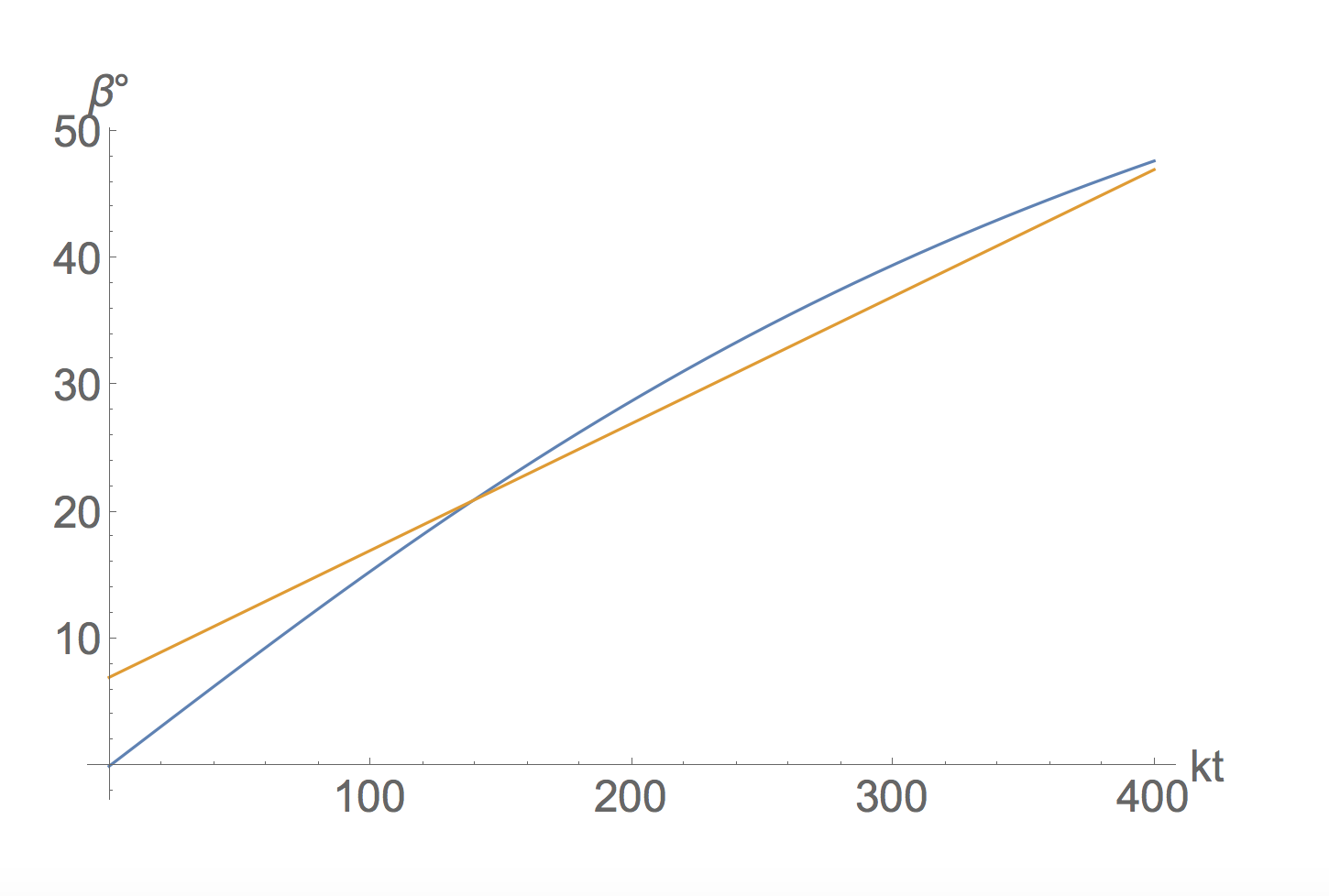
Rollwinkel der Standardkurve versus Geschwindigkeit. Die Näherung ist als gelbe Linie eingezeichnet

Der Rollwinkel (englisch bank-angle genannt), der für eine Standardkurve nötig ist, hängt von der Geschwindigkeit des Flugzeugs ab. Je schneller es gegenüber der Luft ist, desto größer muss die Schräglage sein, um in zwei Minuten einen Vollkreis zu fliegen. Der Rollwinkel {\displaystyle \beta } kann nach folgender Formel berechnet werden:
{\displaystyle \beta =\arctan \!\left({\frac {2\pi \,v_{\text{TAS}}}{g\,t_{\text{Kreis}}}}\right)}
Dabei ist {\displaystyle v_{\text{TAS}}} die Geschwindigkeit des Flugzeugs relativ zur Luft, {\displaystyle t_{\text{Kreis}}} die Zeit, die für einen Vollkreis benötigt und {\displaystyle g} die Erdbeschleunigung. Mit einer Geschwindigkeitsangabe in Knoten, wie in der zivilen Luftfahrt üblich und der Winkelgeschwindigkeit von 3° pro Sekunde für eine Standardkurve ergibt sich daraus näherungsweise:
{\displaystyle \beta \approx \arctan \!\left({\frac {v_{\text{TAS}}}{364\;{\text{kt}}}}\right)}
Diese Formel lässt sich weiter nähern, um den Wert im Kopf ausrechnen zu können:
{\displaystyle \beta \approx {\frac {v_{\text{TAS}}}{10\;{\text{kt}}}}+7^{\circ }}